# Цілинна ділянка (водоохоронна зона річки Конки)
Цілинна ділянка — ботанічний заказник місцевого значення. Об'єкт розташований на території Пологівського району Запорізької області, біля села Кінські Роздори, водоохоронна зона річки Конки.
Площа — 3 га, статус отриманий у 1980 році.
Статус надано з метою збереження місць зростання лікарських рослин. Охороняється цілинна ділянка на крутому лівому березі річки Конки, де зростають пшінка весняна, горицвіт, анемона дібровна, чебрець.